# Lonchopisthus higmani
Lonchopisthus higmani är en fiskart som beskrevs av Mead, 1959. Lonchopisthus higmani ingår i släktet Lonchopisthus och familjen Opistognathidae. Inga underarter finns listade i Catalogue of Life.